# Mistrovství světa v judu 2005
XXIII. mistrovství světa se konalo v Cairo Stadium Indoor Halls Complex v Káhiře ve dnech 08.-11. září 2005.

## Program
- ČTV – 08.09.2005 – těžká váha (+100 kg, +78 kg) a polotěžká váha (−100 kg, −78 kg)
- PAT – 09.09.2005 – střední váha (−90 kg, −70 kg) a polostřední váha (−81 kg, −63 kg)
- SOB – 10.09.2005 – lehká váha (−73 kg, −57 kg) a pololehká váha (−66 kg, −52 kg)
- NED – 11.09.2005 – superlehká váha (−60 kg, −48 kg) a bez rozdílu vah

## Výsledky

### Muži
| Kategorie | Zlato                    | Stříbro                       | Bronz                   | Bronz                    |
| --------- | ------------------------ | ----------------------------- | ----------------------- | ------------------------ |
| −60 kg    | Craig Fallon (GBR)       | Ludwig Paischer (AUT)         | Čo Nam-sok (KOR)        | Nidžat Šichalizade (AZE) |
| −66 kg    | João Derly (BRA)         | Masato Učišiba (JPN)          | Araš Mir'esmaejlí (IRI) | Miklós Ungvári (HUN)     |
| −73 kg    | Ákos Braun (HUN)         | Francesco Bruyere (ITA)       | Kiyoshi Uematsu (ESP)   | Hennadij Bilodid (UKR)   |
| −81 kg    | Guillaume Elmont (NED)   | Abd ar-Rahmán bin Amádí (ALG) | Takaši Ono (JPN)        | Roman Honťuk (UKR)       |
| −90 kg    | Hiroši Izumi (JPN)       | Ilias Iliadis (GRE)           | Mark Huizinga (NED)     | Andrej Kazusjonok (BLR)  |
| −100 kg   | Keidži Suzuki (JPN)      | Vitalij Bubon (UKR)           | Luciano Corrêa (BRA)    | Dmitrij Kabanov (RUS)    |
| +100 kg   | Alexandr Michajlin (RUS) | Jasujuki Muneta (JPN)         | Laša Gudžedžijani (GEO) | Pierre Robin (FRA)       |

### Ženy
| Kategorie | Zlato                    | Stříbro                      | Bronz                         | Bronz                      |
| --------- | ------------------------ | ---------------------------- | ----------------------------- | -------------------------- |
| −48 kg    | Yanet Bermoyová (CUB)    | Frédérique Jossinetová (FRA) | Alina Dumitruová (ROU)        | Soraja Haddadová (ALG)     |
| −52 kg    | Li Jing (CHN)            | Juki Jokosawaová (JPN)       | An Kum-e (PRK)                | Telma Monteirová (POR)     |
| −57 kg    | Kje Sun-hui (PRK)        | Yvonne Bönischová (GER)      | Chišigbatyn Erdenet-Od (MGL)  | Sabrina Filzmoserová (AUT) |
| −63 kg    | Lucie Décosseová (FRA)   | Ajumi Tanimotová (JPN)       | Driulis Gonzálezová (CUB)     | Urška Žolnirová (SLO)      |
| −70 kg    | Edith Boschová (NED)     | Gévrise Émaneová (FRA)       | Catherine Jacquesová (BEL)    | Raša Sraková (SLO)         |
| −78 kg    | Yurisel Labordeová (CUB) | Sae Nakazawaová (JPN)        | Céline Lebrunová (FRA)        | Claudia Zwiersová (NED)    |
| +78 kg    | Tchung Wen (CHN)         | Karina Bryantová (GBR)       | Anne-Sophie Mondièreová (FRA) | Maki Cukadaová (JPN)       |